# Km 18

Km 18 é um bairro nobre localizado na zona oeste de Osasco, São Paulo, Brasil. É  delimitado ao Norte pelos bairros Setor Militar e Bonfim; a Leste com os bairros
Distrito Industrial Centro e Centro; ao Sul com os bairros Jardim das Flores e
Pestana; a Oeste com o bairro Vila Militar.
Os loteamentos do bairro são:  Chácara Dos Padres; Jardim Estrela; Jardim Quitaúna; Jardim Santa Rita; 
Vila Elisa; Vila Ferreira; Vila Santa Lúcia; A. E. Carvalho; Vila Clotilde; Vila Quitaúna; 
Vila São José; Jardim São José; Vila Sinigaglia.

## Formação
O bairro formou-se na década de 20, ao redor da antiga Estação Km 18, de onde vem o nome, após a compra de terras realizado pelo imigrante italiano João Dante, ao qual construiu a primeira casa do bairro, seus filhos e netos foram fazendo novas casas. Começaram a vir pessoas fora da família Dante comprar terras para construir residências e desde esse momento o bairro não parou mais de crescer.

## Principais vias
- Avenida dos Autonomistas
- Rua General Newton Estilac Leal
- Avenida Hildebrando de Lima
- Rua Aristides Bellini
- Rua Nossa Senhora Imaculada Conceição
- Rua Professor José Azevedo Minhoto[1]
- Rua Gasparino Lunardi
- Rua Dona Marietta Lomi
- Avenida Comandante Sampaio

## Educação
- EMEI Luiza Bállico Zabotto
- EMEI Alice Manholer Piteri
- EMEI Professor Sérgio Vasco Faria
- EMEF Professor João Larizzatti
- EE Major Telmo Coelho Filho
- EE Professora Heloisa de Assumpção[2]

## Esportes
- Centro Esportivo Domenico Spedaletti – Carnera[1]

## Assistência social
- Centro de Cidadania Domenico Spedaletti[2]

## Saúde
- Centro de Atenção Psicossocial Felício Gaspar - CAPS[1]

## Segurança
- AvInstituto de Criminalística Rua Gasparino Lunardi, 1.031 3681-9198
- 14º Batalhão da Polícia Militar Metropolitana Avenida Diogo Antônio Feijó, 511 3681-7106[1]

### Dados da segurança pública do bairro
| Ocorrências de 2004                             | Números | Porcentagem % |
| ----------------------------------------------- | ------- | ------------- |
| Homicídio Doloso                                | 4       | 0,46          |
| Homicídio culposo – exceto acidente de trânsito | 1       | 0,11          |
| Tentativa de homicídio doloso                   | 1       | 0,58          |
| Tráficos de entorpecentes                       | 3       | 0,34          |
| Furto                                           | 328     | 37,32         |
| Roubo                                           | 231     | 30,83         |
| Roubo de veículos                               | 131     | 14,90         |
| Furto de veículos                               | 132     | 15,02         |
| Total Ocorrências                               | 879     | 100,0         |

Fonte: Secretaria de Gestão Estratégica – Pesquisa - 2005

## Serviços de comunicações e transportes
- Agência de Correio Franquiada - ACF[1]

• Transporte Ferroviário: O bairro é atendido pelos trens da Linha 8 - Diamante do trem metropolitano nas estações Comandante Sampaio e Quitaúna, esta última está localizada no limite entre os bairros Km 18 e Quitaúna.

## Bancos sociais
- Banco do Povo Paulista[1]